# Art télématique
L'art télématique rassemble un ensemble de projets artistiques utilisant l'ordinateur et les réseaux de télécommunication comme moyens essentiels. Cet art conteste la relation traditionnelle entre sujets actifs et objets d'art passifs en créant des contextes interactifs, pour des comportements et des rencontres esthétiques à distance.
En France, le mot « télématique » est inventé en 1978 par Simon Nora et Alain Minc dans L'Informatisation de la société. Au Royaume-Uni, l'artiste Roy Ascott est à la pointe de la théorie et de la pratique de l'art télématique, lorsque, cette même année, il organise, pour la première fois, différents projets de collaboration en ligne. Il conçoit alors cette forme d'art comme « la transformation du spectateur en un participant dans la création active d'une œuvre persistant pendant toute la durée de son processus. » 

## Expériences pionnières
L'historien d'art Edward A. Shanken (en) est l'auteur de plusieurs récits historiques sur l'art télématique, dont l'essai De la cybernétique à la télématique : l'art, la pédagogie, et la théorie de Roy Ascott, publié en introduction du livre de ce dernier. Bien qu'Ascott soit la première personne à nommer ce phénomène, la première utilisation des télécommunications comme un médium artistique a eu lieu dès 1922, lorsque l'artiste constructiviste hongrois László Moholy-Nagy crée Image téléphone qui conteste déjà l'idée de l'artiste individuel isolé et de l'objet d'art unique.
En 1932, Bertolt Brecht souligne l'idée selon laquelle les télécommunications peuvent être un médium artistique dans son essai La Radio comme un appareil de communication. Dans cet essai, Brecht préconise que la radio devienne bidirectionnelle afin de donner au public le pouvoir de représentation et de le soustraire à l'entreprise des médias.
En 1970, deux projets artistiques utilisent pour la première fois des satellites pour se connecter entre les côtes Est et Ouest des États-Unis. C'est la première fois que des artistes sont reliés de cette façon. Avec le soutien de la NASA, l'artiste produit des images composites des participants d'un spectacle de danse interactif entre les artistes interprètes ou exécutants éloignés géographiquement. 25 000 spectateurs réparties sur les deux côtes peuvent assister à des discussions sur l'impact des nouvelles technologies sur l'art ainsi qu'à des danses interactives improvisées et des spectacles musicaux mélangés en temps réel et juxtaposés sur un même écran. Ces premières œuvres par satellite insistent sur la primauté du processus qui est au cœur de la théorie et la pratique de l'art télématique.
Ascott utilise la télématique pour la première fois en 1978 quand il organise un projet de téléconférence entre les États-Unis et le Royaume-Uni qu'il appelle Terminal Art. Pour ce projet, il utilise le système Infomedia de Jacques Vallée, ce qui permet aux utilisateurs d'ajouter et de récupérer des informations stockées dans la mémoire de l'ordinateur, et d'interagir avec un groupe de personnes à faire des « rencontres esthétiques plus participative, culturellement diverses, et riches de sens ». Ascott a réalisé de nombreux autres projets similaires, comme Ten Wings qui faisait partie de The World in 24 Hours de Robert Adrian en 1982. L'œuvre d'art télématique la plus importante d'Ascott est La Plissure du texte à partir de 1983. Ce projet a permis à Ascott et à d'autres artistes de participer en tant qu'« auteurs distribués » à la création collective de textes assemblés en une histoire émergeant des interactions. La question la plus importante de ce projet est l'interactivité de l'œuvre et la façon dont elle brise les barrières du temps et l'espace.
Dans les années 1980, l'intérêt pour ce genre de projets en réseau s'élargit, surtout avec l'irruption du World Wide Web dans les années 1990.

## Le destin singulier des artistes français
En matière d'art télématique, la France a constitué une théâtre particulier. En effet, à partir de 1982, donc plus d'une décennie avant l'irruption du World Wide Web (1994), la France dispose, grâce au Minitel, d'une infrastructure télématique grand public. Les tentatives d'art télématique, qui, dans les années 1970 et 1980, consistaient essentiellement en des liaisons « point-à-point », peuvent donc y prendre un tour différent.
Tel que rapporté par Don Foresta, Karen O'Rourke et Gilbertto Prado, plusieurs artistes français réalisent des expériences artistiques collectives, en utilisant le Minitel, dont Jean-Claude Anglade, Jacques-Elie Chabert , Frédéric Develay , Jean-Marc Philippe, Fred Forest, Marc Denjean ou Olivier Auber. Ces expériences, pour la plupart oubliées, mais dont certaines se poursuivent (Générateur Poïétique), préfiguraient dans une certaine mesure les applications développées plus tard sur le web, en particulier les « réseaux sociaux » (Twitter, Facebook, etc.), en même temps qu'elles en proposaient certaines théories critiques.

## Art télématique et médias de masse
Les principes de l'art télématique sont repris, dès les années 1980, par des médias de masse tels la radio et la télévision, notamment (aux États-Unis) pour des shows tel American Idol, ou d'autres spectacles qui font appel à des sondages en direct. Ce type d'applications grand public est aujourd'hui regroupé sous des vocables tels « Transmedia » ou « Télévision connectée ».